# РШГ-1
РШГ-1 (от Реактивная Штурмовая Граната — 1 модель) — реактивная штурмовая граната, созданная на базе РПГ-27; активно используется в регулярной армии. В России поступила на вооружение с 2000 года после успешного прохождения государственных испытаний. РШГ-1 используется как основное оружие стрелка на основе кумулятивного, осколочно-фугасного или бронебойного заряда (по степени удара), и может справляться с легкобронированной техникой, сухопутными укрытиями противника и пехотой.
| Калибр, мм                         | 105  |
| Вес, кг                            | 8,3  |
| Длина, мм                          | 1135 |
| Вес боевой части, кг               | 1,9  |
| Начальная скорость гранаты, м/с    | 130  |
| Эффективная дальность стрельбы, м  | 200  |
| Максимальная дальность стрельбы, м | 600  |